# 2024年马来西亚
2020年代马来西亚: 2020年马来西亚 / 2021年马来西亚 / 2022年马来西亚 / 2023年马来西亚 / 2024年马来西亚 / 2025年马来西亚 / 2026年马来西亚 / 2027年马来西亚 / 2028年马来西亚 / 2029年马来西亚
2024年是马来西亚独立日为67年，马来西亚日为61年。

## 領導人

### 國家領導
- 最高元首:
  - 苏丹阿都拉(至1月31日)
  - 苏丹依布拉欣·依斯迈(1月31日起)
- 副最高元首:苏丹纳兹林沙
- 首相:安华·依布拉欣
- 副首相:阿末扎希和法迪拉·尤索夫

### 州\邦 領導

#### 彭亨
- 苏丹:苏丹阿都拉
- 攝政王:东姑哈山纳(至1月31日)
- 州務大臣:旺罗斯迪

#### 霹靂
- 苏丹:苏丹纳兹林沙
- 州务大臣:沙拉尼莫哈末

#### 柔佛
- 苏丹:苏丹依布拉欣·依斯迈
- 攝政王:东姑依斯迈(1月31日起)
- 州務大臣:翁哈菲兹

#### 吉打
- 苏丹:苏丹沙烈胡丁
- 州務大臣:莫哈末沙努西

#### 吉兰丹
- 苏丹:苏丹莫哈末五世
- 州務大臣:莫哈末纳苏鲁丁

#### 雪蘭莪
- 苏丹:苏丹沙拉弗丁
- 州務大臣:阿米鲁丁沙利

#### 森美蘭
- 嚴端:端姑慕力兹
- 州务大臣:阿敏努丁·哈仑

#### 玻璃市
- 拉惹:端姑赛西拉祖丁
- 州务大臣:莫哈末苏克里·南利

#### 登嘉樓
- 苏丹:端姑米占再纳阿比丁
- 州务大臣:阿末山苏里·莫达

#### 马六甲
- 州元首:莫哈末阿里
- 首席部長:阿都拉勿

#### 檳城
- 州元首:阿末弗兹
- 首席部長:曹觀友

#### 沙巴
- 州元首:朱哈·马希鲁丁
- 首席部长:哈芝芝·诺

#### 砂拉越
- 州元首:
  - 泰益玛目(至1月26日)
  - 旺朱乃迪(1月26日起)
- 總理:阿邦佐哈里

## 大事紀

### 1月
- 1月1日：
  - 根据马来西亚教育部规定，2023年1月8日至23日为SPM口试。而在2023年1月30日至3月7日为SPM笔试。[1]
  - 海外網購低價值商品銷售稅生效。當消費者從海外購買價值不超過500令吉的商品時，需要繳付10%的銷售稅。但不包括網購的烟草商品，電子烟，含酒精的飲料等。[2][3]
- 1月2日:首相安华推介了了主要数据库系统 (PADU)，这是一个包含公民和永久居民的个人和家庭资料的系统和平台。[4]
- 1月10日:國家元首苏丹阿都拉于1月10日晚为吉隆坡新地标默迪卡118大楼主持开幕仪式，陪同有国民投资机构主席和总裁，随后举行绚丽的亮灯仪式，使其成为全球第二高楼。[5]
- 1月26日:旺朱乃迪获得即将卸任的最高元首苏丹阿都拉委任成为新砂拉越州元首。
- 1月31日：柔佛州苏丹依布拉欣·依斯迈接替彭亨苏丹阿都拉成為最高元首。[6]

### 2月
- 2月2日：特赦局发表文告宣布局部特赦自2022年8月23日起入狱加影监狱服刑的前首相纳吉·阿都拉萨，其刑期由12年减至6年，罚款由210,000,000令吉减至50,000,000令吉。由此，纳吉预计将在2028年8月23日刑满释放。然而，如果他没有缴交罚款，刑期将延长一年[7]。
- 2月9日：马来西亚联邦法院历史性地宣布吉兰丹州政府通过的伊刑法数个条文违宪[8]。
- 2月13日：根据马来西亚气象局预测，东北季候风预计会持续至3月杪，加之马来亚长期无雨，預計气候会更为炎热和干燥，而炎热天气会持续至5月。受影響最顯著的地區包括北馬地區以及霹靂，彭亨和吉蘭丹州。全球各地受厄尔尼诺影响，而多地的每日气温预计也会更高。[9]
- 2月16日：由於砂拉越南部地區因連日降雨影響，導致古晉多地出現閃電水災[10]。17日已有402戶撤離[11]，而在18日共增至413戶撤離[12]。
- 2月27日：干净与公平选举联盟首次针对安华内阁发起「百分百改革」集会[13]。

### 3月
- 3月2日：繼上個月18日砂拉越古晉水災增至413戶撤離後[12]，本日古晉市部分地區，倫樂，石隆門，石角一帶因長命雨再次發生閃電水災[14]。截至3月3日上午8時，水災疏散人數增至392戶1497人[15]。
- 3月18日：真主襪事件，延燒至柔佛並接獲11宗投報。該事件也驚動至馬來西亞國家元首。
- 3月31日：位於砂拉越古晉市砂督路的KK超市分店遭人投擲汽油彈，其原因是否与西马的“真主袜事件”有关联而有待警方调查。[16]

### 4月
- 4月6日：砂拉越全民团结党解散，党員加入民进党。
- 4月14日：吉隆坡国际机场一号航站楼发生枪击案。一名男子企图刺杀其妻子，但未命中反而击中身旁的保镖。
- 4月15日：由於西馬因持續多月的高溫影響下，導致多地皆出現中暑情況。其中45例患有中暑所誘發的疾病，另外有2例中暑身亡。
- 4月18日：印尼魯昂火山噴發，其中火山灰已於當日飄至東馬來西亞領空。[17]另外在西馬飛往東馬的航班被取消。而在19日經過砂拉越政府的證實，火山灰並沒有飄入砂拉越。[18]而是僅在印尼的周邊地區，而多地航班也宣布復航。

- 4月23日：隶属于马来西亚皇家海军的一架阿古斯塔韦斯特兰AW139直升机（英语：AgustaWestland AW139）和一架歐直耳廓狐直升機在马来西亚霹雳州曼绒县红土坎（英语：Lumut, Perak）进行海军日庆典活动的演练过程中相撞，造成两机共10人死亡，当中包括3名女性。[19]
- 4月27日：由於以色列與巴勒斯坦的戰爭持續升溫，導致肯德基遭到馬來穆斯林的杯葛，其中已有超過100間肯德基分店因受到了衝擊而倒閉。[20][21][22][23]

### 5月
- 5月11日：雪蘭莪新古毛州議席補選，希望聯盟與民主行動黨以3869張多數票守住已任三屆的議席。[24]
- 5月17日：2024年乌鲁地南警局袭击案共造成两名警察殉职和1名警察受伤，嫌犯被当场击斃。[25][26]

### 6月
- 6月17日： 首相拿督斯里安华宣布，政府决定为每颗鸡蛋提供10仙的食品补贴，以应对鸡蛋生产成本的下降。国内所有A、B及C级鸡蛋的零售价全面下调3仙。新的零售价为每个42仙、40仙和38仙，分别适用于A、B和C级鸡蛋。[27]

### 7月
- 7月6日： 2024年双溪峇甲补选，国盟伊斯兰党候选人阿比丁依斯迈（英语：Abidin Ismail）共获得了14,489票，并以4267多数票胜选。而希盟公正党候选人佐哈里获得了10,222票。补选结果于晚上9时31分由选委会选举主任凯鲁宣布。[28]

### 8月
- 8月17日：第21屆馬來西亞運動會在砂拉越古晉的砂拉越體育館開幕。[29]
  - 2024年能吉里州席補選（英语：2024 Nenggiri by-election）：國陣巫統候選人阿兹马威一共获得9091张选票當選。[30]
- 8月24日：第21屆馬來西亞運動會閉幕。[31]
- 8月27日：前首相慕尤丁·雅辛被控煽动罪。此前，他于8月14日发表演讲，质疑2022年马来西亚大选后时任最高元首苏丹阿都拉沒有任命擁有115名議員支持的他为首相。[32]

### 9月
- 9月17日：受超級月亮所引發的潮汐影響，檳城沿海地帶漲潮。[33][34][35]

### 10月
- 10月18日：首相拿督斯里安华在國會提呈2025年财政预算案。本次财政预算案的总预算为4210亿令吉。[36]

### 11月
- 11月1日：根據馬來西亞氣象局總監莫哈末希山博士發文告說，東北季候風預料從下週二開始，並持續至明年3月。並在期間將導致5至7場大雨。根據莫哈末希山博士指出，在2024年11月至12月的東北季侯風形成初期吉蘭丹、登嘉樓、彭亨、柔佛、砂拉越和沙巴將出現大雨。從2025年1月至2月，最有可能面臨大雨的州屬是彭亨、柔佛、砂拉越和沙巴。[37]
- 11月9日：沙巴州政府被曝出集体贪腐丑闻。[38][39]

### 12月
- 12月19日：吉隆坡高庭批准前首相纳吉·阿都拉萨夫人罗斯玛·曼梳的洗钱和逃税案17项罪名撤案申请，给予她无罪释放。高庭法官慕尼安迪（K Muniandy）认为，本案的罪控有瑕疵，未能披露涉及罪行的本质要素。罗斯玛被控12项涉款709万7750令吉的洗钱罪名，以及5项未向税收局申报收入的罪名[40]。
- 12月20日：政府同意重啟搜索MH370。[41]

## 文化
- 2月16日：在政府頒佈的在宪报中，遗产专员慕达巴哈丁宣布了十种食物被列为国家美食遗产，包括肉骨茶、布拉萨鱼（Burasak）、哥罗面、安班饭（Nasi Ambeng）、椰糖糕（Dodol Kukus Tahi Minyak）、九层糕、米糕（Kuih karas）、印度松饼（Uttappam）、腌制小菜 (Jeruk Tuhau) 以及饮料凯蒂拉水（Air Katira）。[42]

## 交通
- 交通部长陆兆福宣布马来西亚公民自2024年2月1日起，可通过MyJPJ申请更新驾驶执照和路税。[43][44]
- 安邦线和大城堡線輕快鐵自占美清真寺站至市政局站的6个车站，在停运近一年后，于2024年2月17日恢复全面运营。因此，乘客无需再依赖免费接驳巴士，即可直接乘坐轻快铁前往冼都东站。[45]
- 政府從6月10日開始实施针对性柴油津贴政策，柴油零售价格每公升将从2.15令吉调整为3.35令吉，同时采取每周调整的自由浮动机制。[46]

## 教育
- 1月1日：
  - 根据教育部规定，2023年1月8日至23日为SPM口试。而在2023年1月30日至3月7日則为SPM笔试。[1]
- 2月25日：
  - 砂拉越政府（英语：Government of Sarawak）採取以地換地的方式共撥出8英畝土地及2000萬馬來西亞令吉給予古晉中華第四中學與砂拉越華人慈善信託委員會，其中5英畝土地充作遷校。另外3英畝則給砂華人信託委金會，而砂政府也將重新收回原古晉四中內的古建築。[47]
- 6月30日：
  - 首相安华宣布所有获得10A以上的大马教育文凭（SPM）的毕业生，无论种族或地区，都能进入大学预科班（Matrikulasi），以表彰优秀学生并确保教育公平，同时不改变现有的土著学生配额[48]。行动党甲市区国会议员邱培栋称这是一个“勇敢、果断”的决定。[49]然而，实际情况显示，仍有部分符合条件的优秀生未能录取。7月6日，马青王祺翔报告称他们提交的173份上诉中，仅有23份成功。[50]7月9日，馬華总会长魏家祥指出，许多非土著10A生未能进入预科班，并向首相安华提交名单，要求重新审查[51]。至7月17日，马青整理的151份上诉名单中，至少有39份上诉获得成功。[52]

## 體育
- 2024年马来西亚羽毛球公开赛
- 2024年亚洲羽毛球团体锦标赛
- 2024年夏季奥林匹克运动会马来西亚代表团
- 2024年馬來西亞運動會（英语：2024 Sukma Games）（第21屆馬來西亞運動會）
- 2024年夏季残疾人奥林匹克运动会馬來西亞代表團

## 灾难与事故
※粗體字為引起大量傷亡灾难事件
- 2019冠状病毒病马来西亚疫情（2020年1月末-至今）
- 红土坎直升机相撞事件
- 2024-2025年东南亚和南亚洪灾（英语：2024–2025 floods in Southeast Asia and South Asia）：受强降雨影响，马来西亚正面临十年来最严重的洪灾。截至11月29日，洪灾已導致四人死亡，超过八万人被迫疏散，政府已做好全面应对准备，动员逾八万名人员及大量救援设备投入灾后救援工作。[53][54][55]

## 逝世

### 1月
- 13日：阿都拉西迪，100岁。前马来亚民族解放军第十支队领导人兼马来亚共产党中央委员会主席。[56]

### 2月
- 6日：卡立·阿里，66歲，足球員。[57]
- 8日：許錫龍，71歲，足球員及教練。[58]
- 21日：泰益玛目，87岁。前砂拉越州元首。[59]
- 25日：颜华益，72岁，商人，南方唱片機構创办人，病逝。[60]
- 26日：
  - 钟正山，88岁，书画家，大马艺术学院创办人，大马现代艺术教育之父[61]。
  - 拿督巴杜卡罗再沙菲安，69岁，政治人物，巫統黨員，曾當選州議員，任吉打州議會議長。[62]
- 27日：拿督巴杜卡哈芝莫哈末雅谷，58岁，玻璃市拉惹駙馬，尚長公主拿督斯里哈嘉莎丽法法兹拉。腎病。[63]

### 3月
- 21日：李继香，58歲，政治人物，雪蘭莪新古毛區州議員。[64][65]

### 4月
- 3日：查化·翁，72歲，歌手、演員、電視節目主持人。[66]
- 17日：佐瑟古律，79歲，政治人物，沙巴人民團結黨創始人。[67]
- 20日：莫哈默·韓聶夫·奧瑪，85歲，第四任全國警察總長。[68][69][70]
- 27日：鍾正川，79岁 ，書畫家，號「赤腳」。[71]

### 5月
- 10日：姆当达加，69岁 ，政治人物，馬來西亞上議會主席。[72]
- 19日：曾沛，本名曾玉英，78歲，作家、政治人物，馬來西亞華人公會婦女組前總秘書。[73][74]
- 24日：诺占比里·拉迪夫，56歲，政治人物，檳城州議員。[75]
- 25日：拿督伍寶蝶，81歲，新聞工作者。[76]

### 6月
- 8日：丹斯里慕沙莫哈末，80岁，政治人物，前教育部长。血癌。[77]
- 29日：赛胡先阿里，88岁，政治人物，前人民公正党署理主席。[78]

### 7月
- 26日：
  - 曾永森，92歲，政治人物，第13任馬來西亞上議院主席，前馬來西亞華人公會署理總會長，前烏魯雪蘭莪國會議員，前房屋及地方政府部長。[79]
  - 丹斯里茜蒂扎哈拉苏莱曼，75岁，政治人物，前国家团结及社区发展部长。[80]

### 8月
- 2日：拿督莎丽法阿兹莎，63岁，政治人物，巫统党员，在任柔佛州马哥打州议席代表。[81]
- 4日：拿督阿末魯斯蘭，63歲，政治人物，霹靂州貴族。承襲八大臣，受委中霹靂統治大臣。[82]
- 21日：拿督羅斯蘭阿旺齊克，73歲，政治人物，巫統黨員，曾是丁加奴州拉當州議席代表（1995—1999），兩屆上議員（2004—2010）。[83]

### 9月
- 17日：丹斯里阿末顿（英语：Ahmad Mohd Don），77歲，馬來西亞銀行家，第5任國家銀行總裁（1994-1998年），後輾轉金融界、上市公司，病逝於安聯銀行主席任内。多重器官衰竭。[84]
- 20日：拿督恩丁沙兹里，50歲，馬來西亞森美蘭地方政治人物，曾任希盟政府通訊及多媒體部副部長，後在國盟、國陣內閣亦出任其它部門副部長。病逝。[85]

### 10月
- 15日： 拿督邱慶洲，72歲，政治人物，前馬來西亞沙巴州路陽馬華公會州議員。曾是民主行動黨亞庇國會議員和中央委員 。[86]

### 11月
- 13日： 敦達因·再努丁，86歲，政治人物，前马来西亚财政部长。[87]